# Sabel

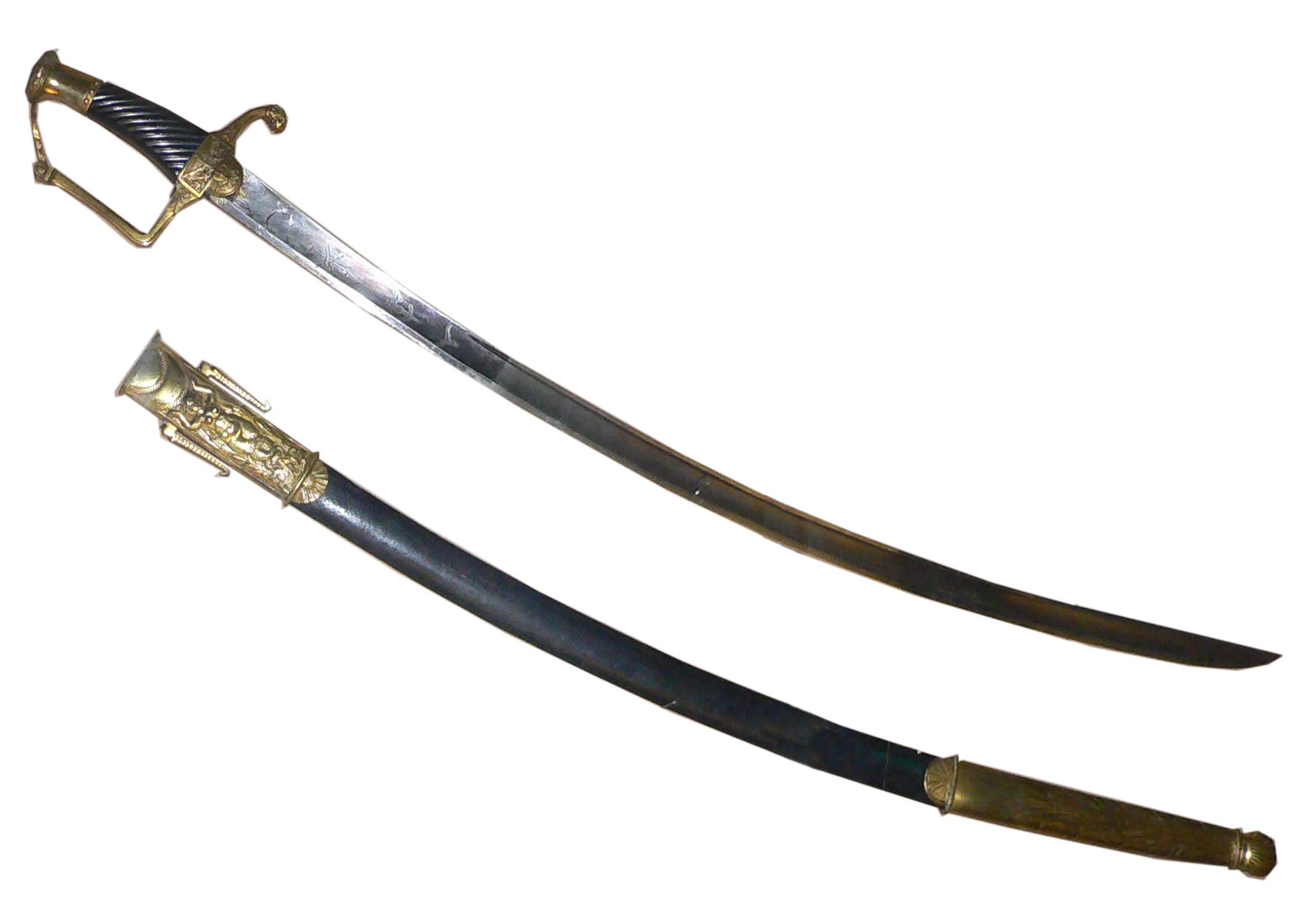
Fransk 1800-talssabel

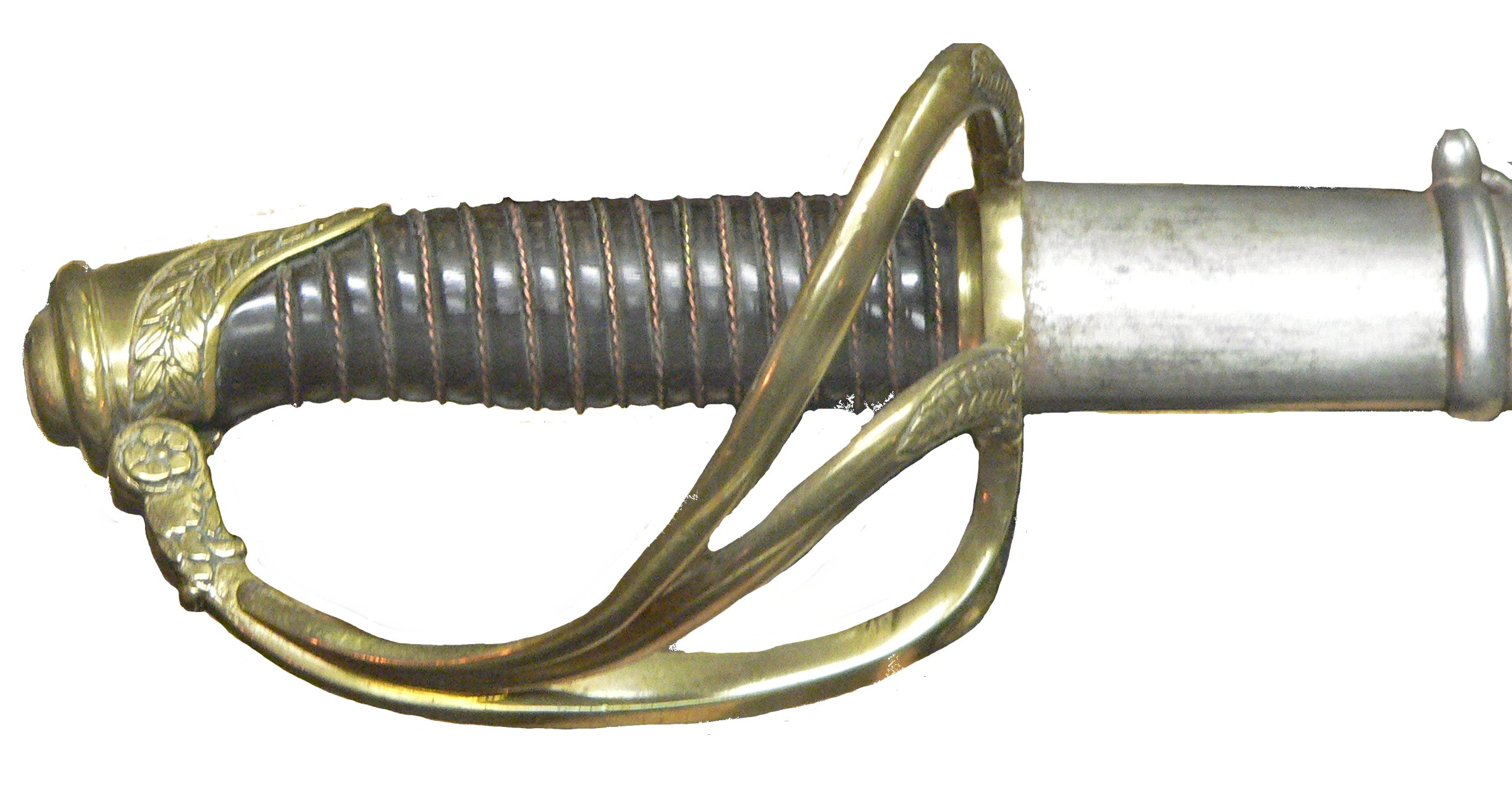
Sabelfäste, 1800-tal

Turkisk sabel och balja, 1600-talet.

Georgisk sabel med balja, 1846.

Sabel m/1893 för kavalleriofficer, Sverige.

Sabel är ett blankvapen (huggvapen), från början med krökt, oftast eneggad klinga och asymmetriskt fäste. På flera sabelmodeller är parerstången utvecklad till en skålformig parerplåt som täcker en stor del av handen. Sabel har sedan 1800-talet i Sverige varit en gemensam benämning på alla i militärt bruk varande längre sidovapen, vare sig dessa har krökt eller rak klinga.

## Historia
Vapnet anses vara av orientaliskt ursprung och har använts av både fotfolk och ryttare. Efter korstågen blev sabeln känd i Europa och fördes dit med härjande mongoler och tatarer på 1300-talet till folken i Östeuropa. 
Under första hälften av 1500-talet var osmanerna beväpnade med sablar liksom de av den osmanska kulturen influerade folken i östra Europa. Efter osmanernas erövring av större delen av Ungern 1526 syns sablar och sabelliknande vapen ha blivit vanligare i Centraleuropa och mot slutet av seklet var sabeln det vanligaste sidovapnet i östra Europa. I Ryssland, Polen  och Ungern formades snart nationella typer av vapnet. Ur den ungerska modellen som även användes i Polen,  utvecklades den typ av kavallerisabel som senare kom att användas i övriga Europa.
Den orientaliska sabeln kunde ha olika utseende och varierande längd, ibland kunde den se ut som en lång kniv. Den var dock i regel starkt krökt, så kallad ”kroksabel”, eneggad och ofta utan handbygel eller parerplåt. Den var särskilt lämpad för skärande hugg och lättare än den europeiska sabeln.
Sabeln började användas i stora delar av Europa på 1700-talet och ersatte den raka värjan vid det lätta kavalleriet, samtidigt som pallaschen som en blandning mellan de båda vapentyperna blev vanlig. Vid seklets början fördes sablar bland annat av de österrikiska staternas husarer och i andra europeiska länder började man att beväpna det lätta kavalleriet efter ungerskt mönster. Så till exempel uppsattes husarförband 1721 i Preussen utrustade med sabel av ungersk modell.

## Sabeln i Sverige
I Sverige uppsattes husarer under det pommerska kriget vilka försågs med en sabelmodell som visar på ungerskt ursprung och som fastställdes 1759. Mot slutet av seklet omorganiserades vissa kavalleriregementen till lätt kavalleri vilka liksom dragonerna utrustades med husarsablar. Infanteriet, manskapet vid artilleriet och flottans officerare beväpnades samtidigt med huggare av preussisk typ.
Uniformerad svensk polis var beväpnad med sabel från 1840-talet. Till en början användes en militär modell, men på 1890-talet infördes en modell för polisen även om ridande polis bar kavalleriets modell. Sabeln försvann ur polisens beväpning 1965 i samband med polisens förstatligande.
Fram till 1904 bar postiljonerna vid landsvägsposten (det vill säga på landsbygden) sabel som en del av uniformen.
Sabel används i dag som militärt ceremoniellt vapen och inom fäktsporten.

## Sabeltyper
- Dao
- Huggare
- Pallasch
- Szabla
- Shashka